# Kjelmøya
Kjelmøya, (nordsamisk: Dálmmat), er en ø i Sør-Varanger kommune i Finnmark. Kjelmøya ligger yderst i Bøkfjorden nordøst for Skogerøya.
På Kjelmøya er det gjort fund fra ældre samisk stenalder. og der findes kanonstillinger fra 2. verdenskrig.

## Historie
Under 2. verdenskrig var der en fangelejr der havde 80 fanger, og i dens levetid hadde den sovjetiske [soldater som] fanger.:6 